# Boys on the Docks
Boys on the Docks è l'EP di debutto del gruppo celtic punk/folk punk statunitense Dropkick Murphys.
Boys on the Docks e Never Alone sono incluse nell'album di debutto, Do or Die, pubblicato l'anno successivo. Caps and Bottles è stata inclusa nell'album del 2001, Sing Loud, Sing Proud!. In the Streets of Boston è stata suonata dai The Business col titolo In the Streets of London nel loro album di split con i Dropkick Murphys, Mob Mentality.

## Tracce
Tutte le tracce di Rick Barton e Ken Casey tranne dove indicato.
1. Boys on the Docks - 2:31
2. Never Alone - 2:59
3. In the Streets of Boston (Casey, Close, Mike McColgan) - 1:15
4. Caps and Bottles - 2:41
5. Eurotrash (Barton, Casey, McColgan) - 1:48
6. Front Seat (Barton, McColgan) - 2:19

## Componenti
- Mike McColgan - voce
- Rick Barton - chitarra
- Ken Casey - basso
- Jeff Erna - batteria